# Tarcea, Bihor
Tarcea (în maghiară Értarcsa, colocvial Tarcsa) este satul de reședință al comunei cu același nume din județul Bihor, Crișana, România.

## Istoric
Satul Tarcea a fost distrus în perioada otomană (secolul al XVII-lea) și s-a repopulat treptat, începând cu secolul al XVIII-lea.

## Lăcașuri de cult

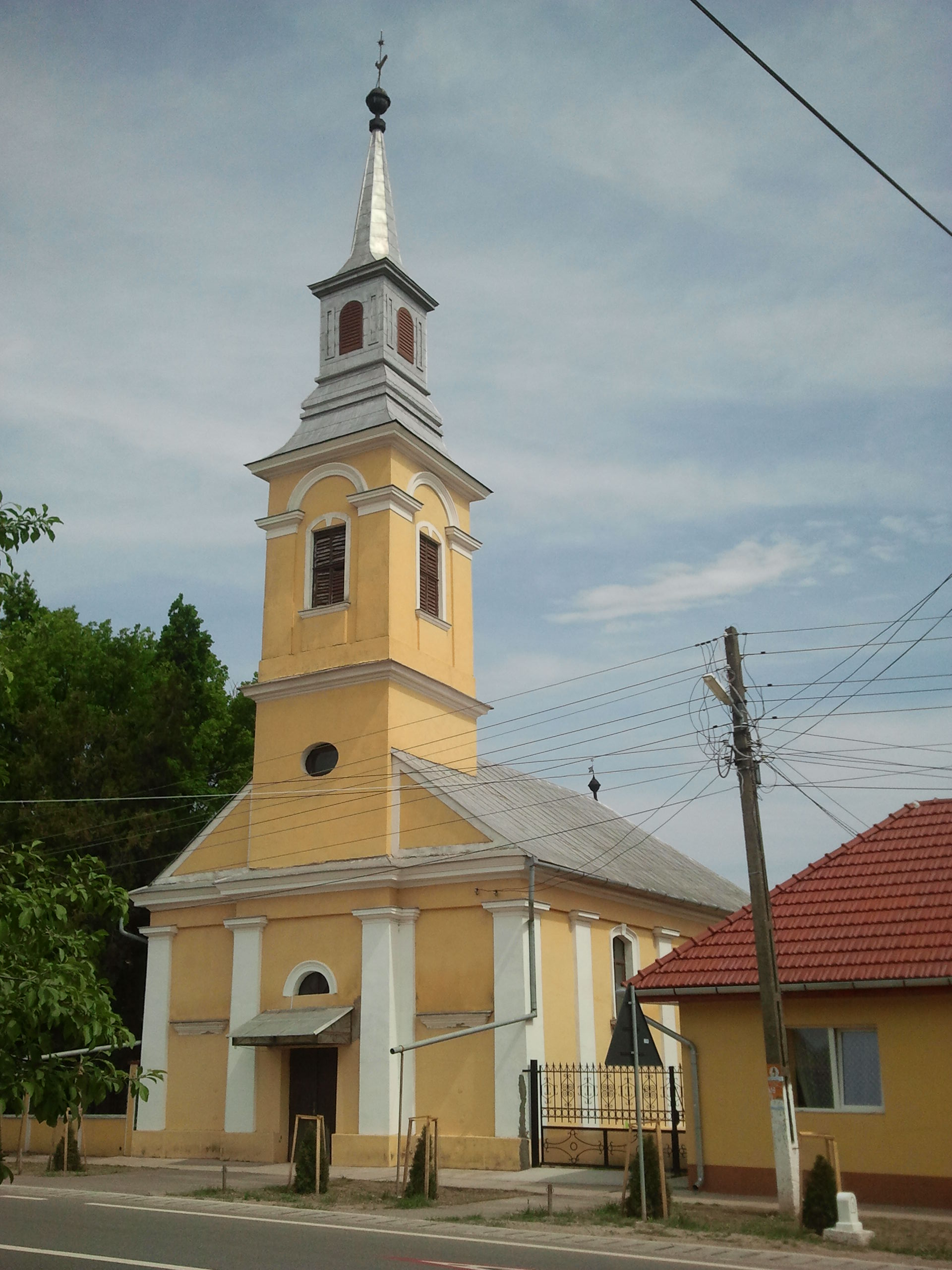
Biserica Reformată

- Biserica Reformată-Calvină (1834)
- Biserica Ortodoxă (1846)